# Notophryxus lateralis
Notophryxus lateralis är en kräftdjursart som beskrevs av Georg Ossian Sars 1885. Notophryxus lateralis ingår i släktet Notophryxus och familjen Dajidae. Inga underarter finns listade i Catalogue of Life.